# Albina Musfarewna Mursalijewa
Albina Musfarewna Mursalijewa (russisch Альбина Мусфаревна Мурзалиева, wiss. Transliteration Al'bina Musfarevna Murzalieva; * 5. Oktober 1996 in Astrachan, Russland) ist eine russische Handballspielerin, die für den russischen Erstligisten PGK ZSKA Moskau aufläuft.

## Karriere

### Im Verein
Mursalijewa begann das Handballspielen in ihrem Geburtsort. Nachdem die Linkshänderin für die 2. Mannschaft von GK Astrachanotschka aufgelaufen war, wechselte sie im Alter von 17 Jahren zur 2. Mannschaft von GK Rostow am Don. Da die Außenspielerin aufgrund der starken Konkurrenz keinen Platz im Erstligakader von GK Rostow am Don erhalten hatte, nahm sie im Jahr 2016 ein Vertragsangebot des Erstligisten GK Ufa-Alissa an. Bei Ufa-Alissa entwickelte sie sich zu einer der Haupttorschützinnen der Mannschaft. Zur Saison 2019/20 wechselte Mursalijewa zum Ligakonkurrenten Swesda Swenigorod, bei dem sie ihre ersten Spiele auf europäischer Ebene absolvierte. Seit dem Sommer 2022 läuft sie für PGK ZSKA Moskau auf. Mit ZSKA gewann sie 2023 und 2024 die russische Meisterschaft sowie 2023 und 2024 den russischen Pokal.

### In Auswahlmannschaften
Mursalijewa bestritt am 6. Oktober 2021 ihr Länderspieldebüt für die russische Nationalmannschaft, in dem sie zwei Tore gegen die Schweiz erzielte.